# Dimethylarsinsäure
Dimethylarsinsäure, auch Kakodylsäure, ist eine metallorganische Verbindung des Arsens. Sie gehört in die Klasse der Arsensäuren.

## Eigenschaften
Dimethylarsinsäure ist ein brennbarer, weißer, hygroskopischer Feststoff, der sich sehr gut in Wasser löst. Die wässrige Lösung reagiert sauer. Die Dimethylarsinsäure besitzt einen unangenehmen Geruch.

## Verwendung
Dimethylarsinsäure wird zum Waschen elektronenmikroskopischer Präparate verwendet. Natriumkakodylat, das Natriumsalz der Kakodylsäure, wird bei der Proteinkristallisation als Puffer mit einem pH-Bereich von 5,0–7,4 verwendet.
Dimethylarsinsäure wird auch als nicht-selektives Herbizid zur Unkrautbekämpfung auf Nicht-Kulturland, zur Entlaubung und Vertrocknung von Baumwollkulturen vor der Ernte sowie zum Abtöten unerwünschter Bäume mittels Injektion eingesetzt. In der Europäischen Union und in der Schweiz ist es als Pflanzenschutzwirkstoff jedoch nicht zugelassen. Im Vietnamkrieg wurde Dimethylarsinsäure und deren Natriumsalz unter der Bezeichnung Agent Blue zur Vernichtung von Reiskulturen eingesetzt.

## Biologische Bedeutung
Dimethylarsinsäure entsteht im Stoffwechsel von Säugetieren als Abbauprodukt stärker toxischer Arsen(V)- und Arsen(III)-Verbindungen und wird über den Urin ausgeschieden.

## Sicherheitshinweise
Wie die meisten Arsenverbindungen ist auch Dimethylarsinsäure giftig.